# Saint-Siffret
Saint-Siffret település Franciaországban, Gard megyében. Lakosainak száma 1121 fő (2022. január 1.). Saint-Siffret Argilliers, Flaux, Saint-Hippolyte-de-Montaigu, Saint-Maximin, Saint-Quentin-la-Poterie, Saint-Victor-des-Oules, Uzès és Vers-Pont-du-Gard községekkel határos.

## Népesség
A település népessége az elmúlt években az alábbi módon változott:
| Lakosok száma | 214  | 489  | 657  | 922  | 1053 | 1036 | 1067 | 1097 | 1112 | 1121 |
|               | 1968 | 1982 | 1990 | 2006 | 2013 | 2015 | 2017 | 2019 | 2020 | 2022 |